# Theodor von Winkler

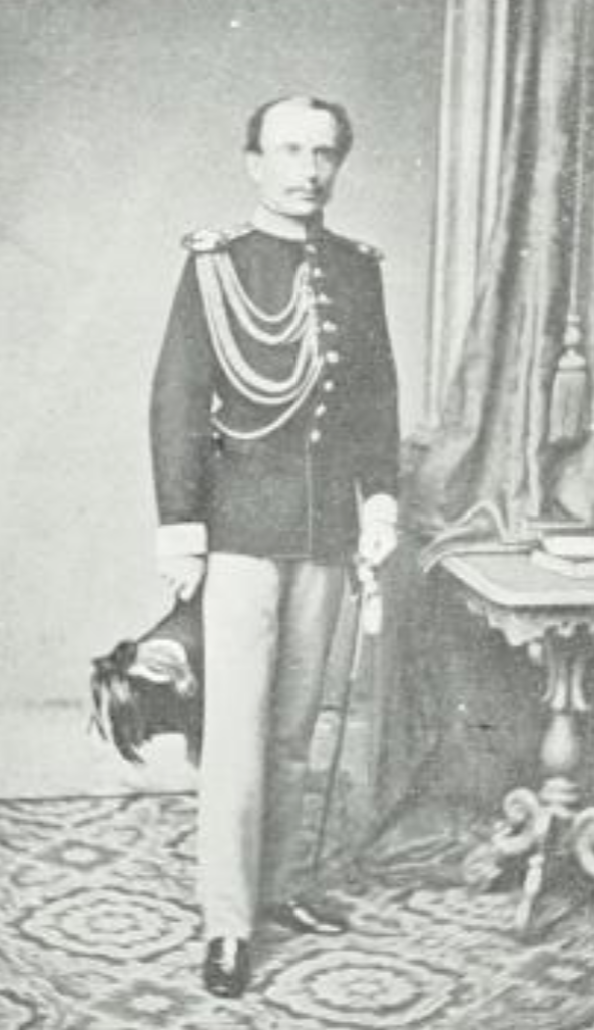
Theodor von Winkler

Karl Theodor Winkler, seit 1872 von Winkler, (* 25. Juli 1826 in Leipzig; † 25. Dezember 1885 in Dresden) war ein sächsischer Generalmajor.

## Leben

### Militärkarriere
Winkler trat 1841 in das Kadettenkorps der Sächsischen Armee ein und avancierte 1845 zum Fähnrich, dem eine Beförderung zum Sekondeleutnant im Jahr 1846 folgte. In den folgenden Jahren wurde er 1849 zum Premierleutnant und 1859 zum Hauptmann befördert. Mit der Beförderung zum Major wurde Winkler als Vorstand der Abteilung für Kommandoangelegenheiten in das Kriegsministerium in Dresden versetzt und wirkte ab 1869 auch als Intendant der Armee. Während des Krieges gegen Frankreich stieg er am 24. September 1870 zum Oberstleutnant auf.
In Würdigung seiner Verdienste wurde Winkler am 8. November 1872 mit Diplom vom 18. Februar 1873 in den erblichen sächsischen Adelsstand erhoben.
Er wurde am 23. Februar 1873 zum Oberst unter gleichzeitiger Verwendung als Kommandeur des 8. Infanterie-Regiments „Prinz Johann Georg“ Nr. 107. Er wurde am 1. Juli 1875 Kommandeur des 5. Infanterie-Regiments „Prinz Friedrich August“ Nr. 104 in Zwickau und anlässlich des Herbstmanövers 1876 durch Kaiser Wilhelm I. mit dem Kronen-Orden II. Klasse ausgezeichnet. Am 1. Mai 1878 erfolgte seine Ernennung zum Kommandeur der 4. Infanterie-Brigade Nr. 48 und in dieser Eigenschaft avancierte Winkler am 17. Juni 1878 Generalmajor. In Genehmigung seines Abschiedsgesuches wurde er am 1. April 1881 mit der gesetzlichen Pension und der Erlaubnis zum Tragen seiner Uniform zur Disposition gestellt.

### Familie
Winkler hatte sich am 14. November 1864 in Brießnitz mit Luise von Zychlinski (1834–1895) verheiratet. Aus der Ehe gingen die Söhne Johann (* 1866), Alfred (* 1870) und Theodor (* 1872) sowie die Tochter Luise (* 1875) hervor.